# Kruszewnia (Grande-Pologne)
Pour les articles homonymes, voir Kruszewnia.
Kruszewnia (prononciation : [kruˈʂɛvɲa]) est un village de la gmina de Swarzędz dans le powiat de Poznań de la voïvodie de Grande-Pologne, dans le centre-ouest de la Pologne.

## Géographie
Il se situe dans la région historique de Grande-Pologne, à environ 6 kilomètres au sud-est de Swarzędz (siège de la gmina) et à 13 kilomètres à l'est de Poznań (siège du powiat et capitale régionale).
Le village possédait une population de 433 habitants en 2017.

## Histoire
Vers l'an 1580, le domaine de Kruszwenia appartenait à la paroisse de Siekierki Wielkie.
Au cours du deuxième partage de la Pologne, en 1793, la région est annexée par le royaume de Prusse. En 1815, elle fut incorporée dans la province autonome du grand-duché de Posen puis dans la province de Posnanie. Le manoir de Kruszwenia a été construit durant la seconde moitié du XIXe siècle et agrandi dans les années 1930.
Après la Première Guerre mondiale, la zone retourne sur le territoire polonais. De 1975 à 1998, le village faisait partie du territoire de la voïvodie de Poznań. Depuis 1999, Kruszewnia est situé dans la voïvodie de Grande-Pologne.

## Personnalité
Le général allemand Erich Ludendorff (1865-1937), fils du propriétaire du manoir de Kruszewnia, y est né.